# IWGP Women's Championship

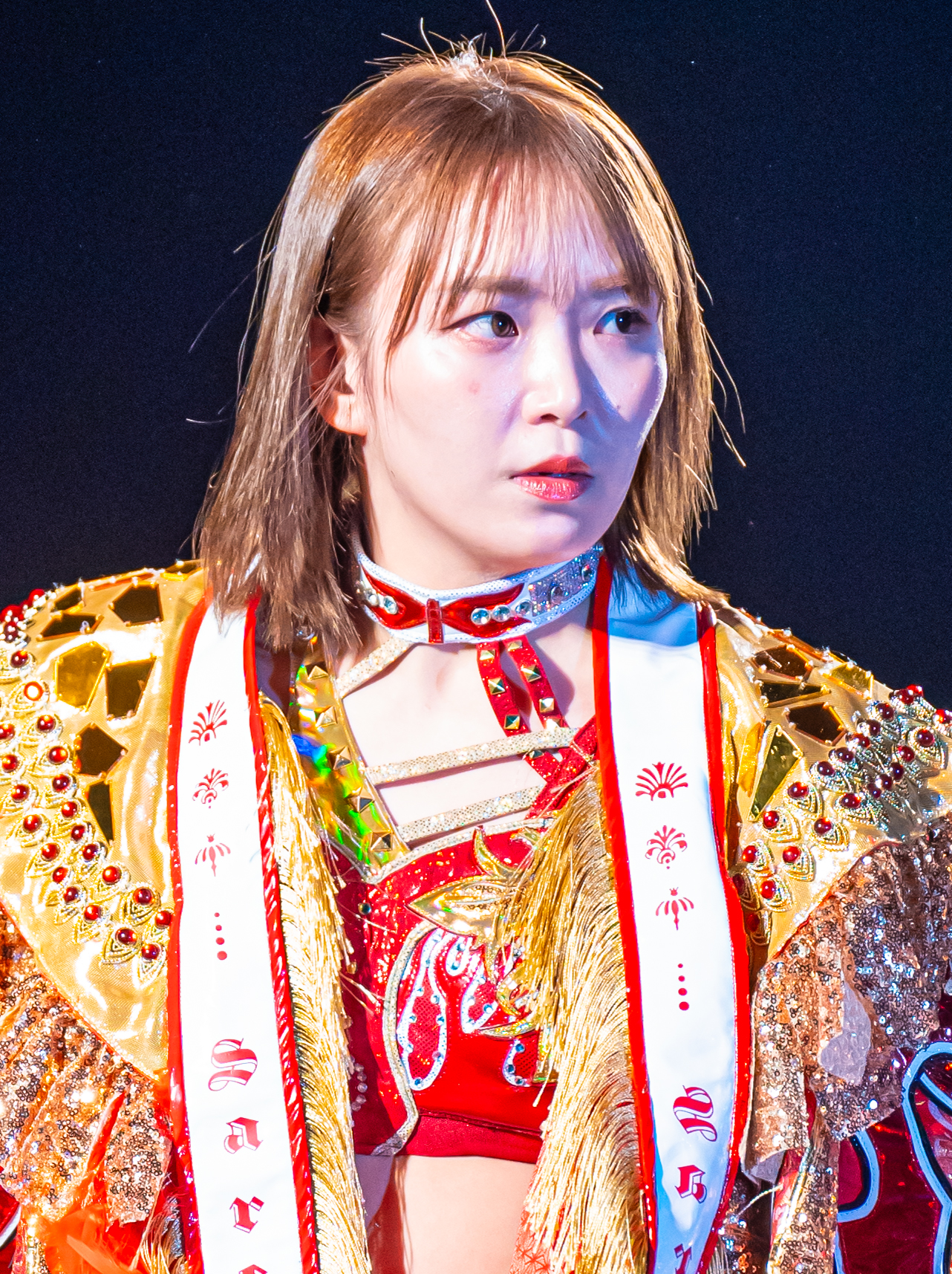
L'attuale campionessa Sareee

L'IWGP Women's Championship è un titolo mondiale di wrestling di proprietà della New Japan Pro-Wrestling, ed è detenuto da Sareee dal 21 giugno 2025.

## Storia
Fin dalla sua fondazione (1972), la NJPW non aveva mai istituito un titolo femminile. Il 29 luglio 2022 fu annunciata l'introduzione dell'IWGP Women's Championship dal proprietario Takaaki Kidani e che sarebbe stato assegnato il 20 novembre a Historic X-Over.
Il 23 agosto, durante la conferenza stampa di Historic X-Over, furono annunciate le date e le sedi del torneo inaugurale. Il torneo vide la partecipazione di sette atlete, di cui quattro della Stardom e tre straniere (Kairi ricevette un bye).
Il 20 novembre, a Historic X-Over, Kairi vinse il titolo battendo Iwatani in finale.

## Torneo per l'assegnazione

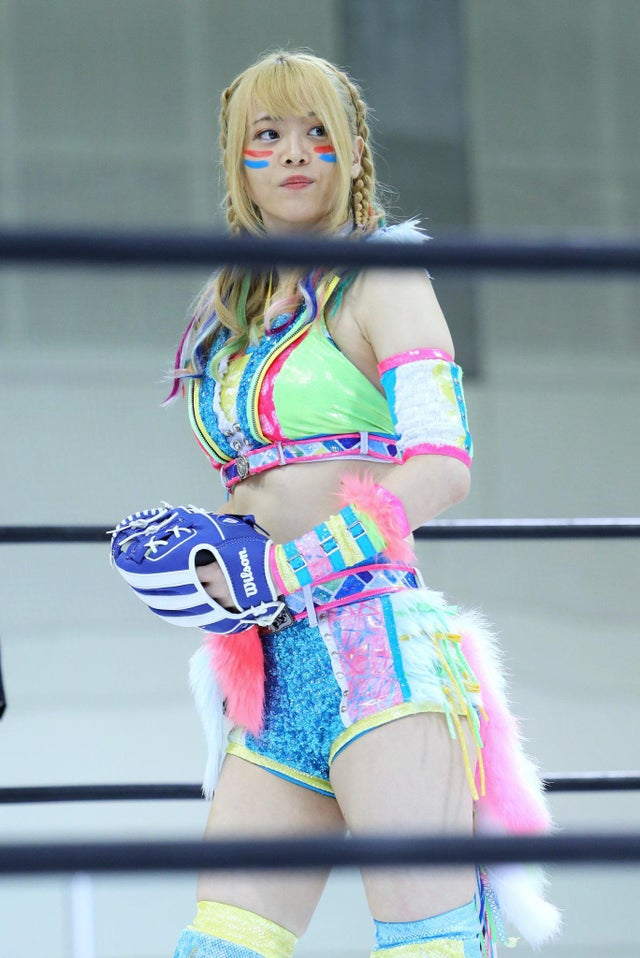
Mayu Iwatani è la campionessa più longeva, avendo detenuto il titolo per 735 giorni.

|  |                                                                                                  |                                                                                                  |                                                                                                  |                    |              |                                                                 |                                                                 |                                                                 |  |  |                                      |                                      |                                      |
|  | Round 1 Royal Quest II (2 ottobre) IWGP Women's Championship Tournament First Round (22 ottobre) | Round 1 Royal Quest II (2 ottobre) IWGP Women's Championship Tournament First Round (22 ottobre) | Round 1 Royal Quest II (2 ottobre) IWGP Women's Championship Tournament First Round (22 ottobre) |                    |              | Semifinali Goddesses of Stardom Tag League Night 1 (23 ottobre) | Semifinali Goddesses of Stardom Tag League Night 1 (23 ottobre) | Semifinali Goddesses of Stardom Tag League Night 1 (23 ottobre) |  |  | Finale Historic X-Over (20 novembre) | Finale Historic X-Over (20 novembre) | Finale Historic X-Over (20 novembre) |
|  | Round 1 Royal Quest II (2 ottobre) IWGP Women's Championship Tournament First Round (22 ottobre) | Round 1 Royal Quest II (2 ottobre) IWGP Women's Championship Tournament First Round (22 ottobre) | Round 1 Royal Quest II (2 ottobre) IWGP Women's Championship Tournament First Round (22 ottobre) |                    |              | Semifinali Goddesses of Stardom Tag League Night 1 (23 ottobre) | Semifinali Goddesses of Stardom Tag League Night 1 (23 ottobre) | Semifinali Goddesses of Stardom Tag League Night 1 (23 ottobre) |  |  | Finale Historic X-Over (20 novembre) | Finale Historic X-Over (20 novembre) | Finale Historic X-Over (20 novembre) |
|  |                                                                                                  |                                                                                                  |                                                                                                  |                    |              |                                                                 |                                                                 |                                                                 |  |  |                                      |                                      |                                      |
|  |                                                                                                  |                                                                                                  |                                                                                                  |                    |              |                                                                 |                                                                 |                                                                 |  |  |                                      |                                      |                                      |
|  | Mayu Iwatani                                                                                     | Mayu Iwatani                                                                                     | Pin                                                                                              |                    |              |                                                                 |                                                                 |                                                                 |  |  |                                      |                                      |                                      |
|  | Mayu Iwatani                                                                                     | Mayu Iwatani                                                                                     | Pin                                                                                              |                    |              |                                                                 |                                                                 |                                                                 |  |  |                                      |                                      |                                      |
|  | Momo Watanabe                                                                                    | Momo Watanabe                                                                                    | 12:32                                                                                            |                    |              |                                                                 |                                                                 |                                                                 |  |  |                                      |                                      |                                      |
|  | Momo Watanabe                                                                                    | Momo Watanabe                                                                                    | 12:32                                                                                            |                    |              |                                                                 |                                                                 |                                                                 |  |  |                                      |                                      |                                      |
|  |                                                                                                  |                                                                                                  |                                                                                                  | Mayu Iwatani       | Mayu Iwatani | Pin                                                             |                                                                 |                                                                 |  |  |                                      |                                      |                                      |
|  |                                                                                                  |                                                                                                  |                                                                                                  | Mayu Iwatani       | Mayu Iwatani | Pin                                                             |                                                                 |                                                                 |  |  |                                      |                                      |                                      |
|  |                                                                                                  |                                                                                                  | Utami Hayashishita                                                                               | Utami Hayashishita | 14:51        |                                                                 |                                                                 |                                                                 |  |  |                                      |                                      |                                      |
|  |                                                                                                  |                                                                                                  |                                                                                                  | Utami Hayashishita | 14:51        |                                                                 |                                                                 |                                                                 |  |  |                                      |                                      |                                      |
|  | Utami Hayashishita                                                                               | Utami Hayashishita                                                                               | Pin                                                                                              |                    |              |                                                                 |                                                                 |                                                                 |  |  |                                      |                                      |                                      |
|  | Utami Hayashishita                                                                               | Utami Hayashishita                                                                               | Pin                                                                                              |                    |              |                                                                 |                                                                 |                                                                 |  |  |                                      |                                      |                                      |
|  | Himeka                                                                                           | Himeka                                                                                           | 11:41                                                                                            |                    |              |                                                                 |                                                                 |                                                                 |  |  |                                      |                                      |                                      |
|  | Himeka                                                                                           | Himeka                                                                                           | 11:41                                                                                            |                    |              |                                                                 |                                                                 |                                                                 |  |  |                                      |                                      |                                      |
|  |                                                                                                  |                                                                                                  |                                                                                                  | Mayu Iwatani       | Mayu Iwatani | 25:28                                                           |                                                                 |                                                                 |  |  |                                      |                                      |                                      |
|  |                                                                                                  |                                                                                                  |                                                                                                  |                    |              |                                                                 |                                                                 |                                                                 |  |  |                                      |                                      |                                      |
|  |                                                                                                  |                                                                                                  | Kairi                                                                                            | Kairi              | Pin          |                                                                 |                                                                 |                                                                 |  |  |                                      |                                      |                                      |
|  |                                                                                                  |                                                                                                  |                                                                                                  | Kairi              | Pin          |                                                                 |                                                                 |                                                                 |  |  |                                      |                                      |                                      |
|  | Jazzy Gabert                                                                                     | Jazzy Gabert                                                                                     | Pin                                                                                              |                    |              |                                                                 |                                                                 |                                                                 |  |  |                                      |                                      |                                      |
|  | Jazzy Gabert                                                                                     | Jazzy Gabert                                                                                     | Pin                                                                                              |                    |              |                                                                 |                                                                 |                                                                 |  |  |                                      |                                      |                                      |
|  | Ava White                                                                                        | Ava White                                                                                        | 10:34                                                                                            |                    |              |                                                                 |                                                                 |                                                                 |  |  |                                      |                                      |                                      |
|  | Ava White                                                                                        | Ava White                                                                                        | 10:34                                                                                            |                    |              |                                                                 |                                                                 |                                                                 |  |  |                                      |                                      |                                      |
|  |                                                                                                  |                                                                                                  |                                                                                                  | Jazzy Gabert       | Jazzy Gabert | 12:24                                                           |                                                                 |                                                                 |  |  |                                      |                                      |                                      |
|  |                                                                                                  |                                                                                                  |                                                                                                  | Jazzy Gabert       | Jazzy Gabert | 12:24                                                           |                                                                 |                                                                 |  |  |                                      |                                      |                                      |
|  |                                                                                                  |                                                                                                  | Kairi                                                                                            | Kairi              | Pin          |                                                                 |                                                                 |                                                                 |  |  |                                      |                                      |                                      |
|  |                                                                                                  |                                                                                                  |                                                                                                  | Kairi              | Pin          |                                                                 |                                                                 |                                                                 |  |  |                                      |                                      |                                      |
|  | Kairi                                                                                            | Kairi                                                                                            | Bye                                                                                              |                    |              |                                                                 |                                                                 |                                                                 |  |  |                                      |                                      |                                      |
|  | Kairi                                                                                            | Kairi                                                                                            | Bye                                                                                              |                    |              |                                                                 |                                                                 |                                                                 |  |  |                                      |                                      |                                      |
|  | –                                                                                                |                                                                                                  |                                                                                                  |                    |              |                                                                 |                                                                 |                                                                 |  |  |                                      |                                      |                                      |
|  |                                                                                                  |                                                                                                  |                                                                                                  |                    |              |                                                                 |                                                                 |                                                                 |  |  |                                      |                                      |                                      |

## Albo d'oro
| # | Campione      | Regno | Data             | Giorni | Località             | Evento                  | Note                                                 | Fonti  |
| - | ------------- | ----- | ---------------- | ------ | -------------------- | ----------------------- | ---------------------------------------------------- | ------ |
| 1 | Kairi         | 1     | 20 novembre 2022 | 90     | Tokyo                | Historic X-Over         | Kairi vinse un torneo per l'assegnazione del titolo. | [ 11 ] |
| 2 | Mercedes Moné | 1     | 18 febbraio 2023 | 64     | San Jose, California | Battle in the Valley    |                                                      | [ 12 ] |
| 3 | Mayu Iwatani  | 1     | 23 aprile 2023   | 735    | Yokohama             | All Star Grand Queendom |                                                      | [ 4 ]  |
| 4 | Syuri         | 1     | 27 aprile 2025   | 55     | Yokohama             | All Star Grand Queendom |                                                      | [ 13 ] |
| 5 | Sareee        | 1     | 21 giugno 2025   | 59+    | Tokyo                | The Conversion          |                                                      | [ 14 ] |